# L'ombra de la llei
L'ombra de la llei (títol original en castellà: La Sombra de la Ley) és un thriller espanyol de 2018 dirigit per Dani de la Torre i escrit per Patxi Amezcua distribuït per Netflix i Atresmedia Cine i amb participació de Televisió de Catalunya. Ha estat doblada al català.

## Argument
La Barcelona de l'any 1921 viu un moment agitat i caòtic: són els anys del pistolerisme, dels violents enfrontaments de carrer entre busca-bregues i anarquistes. En aquesta situació tensa, Aníbal Uriarte és un policia enviat a Barcelona per col·laborar amb la comissaria local de policia en la detenció dels culpables d'un robatori en un tren militar. L'Aníbal i les seves formes no troben gaire suport entre els seus companys i de seguida comencen els enfrontaments i les desconfiances amb l'inspector Rediu, un superior corrupte. L'Aníbal entrarà en contacte no només amb els baixos fons de la societat barcelonina, entre els quals un baró alemany mafiós amb importants connexions, sinó també amb el món anarquista més radical, disposat a tot per aconseguir els seus objectius. Aquí coneixerà la Sara, una jove lluitadora i temperamental. Aquesta trobada tindrà conseqüències inesperades per a totes dues parts.

## Repartiment
El repartiment d'actors i actrius representen els següents papers a la pel·lícula:
- Luis Tosar com a Aníbal Uriarte, policia
- Michelle Jenner com a Sara Ortiz
- Vicente Romero Sánchez com a inspector Rediu
- Manolo Solo com a "el Baró"
- Paco Tous com a Salvador Ortiz
- Adriana Torrebejano com a Lola
- Pep Tosar com a comissari Verdaguer
- Jaume Lorente com a León
- Ernesto Alterio com a "tísic"
- Fernando Cayo com a ministre
- Laura Núñez com a nena

## Premis
La pel·lícula va guanyar els premis a millor fotografia, direcció artística i disseny de vestuari a la 33a edició dels Premis Goya. També a ser nominada a les categories de millor música original, millor maquillatge i perruqueria, millors efectes especials, millor direcció de fotografia, millor direcció artística i millor disseny de vestuaris.